# ۱۲۵۸ (خورشیدی)
۱۲۵۸ هزار و دویست و پنجاه و هشتمین سال هجری خورشیدی است.